# Bergslagen (1922)
Bergslagen var en moderat dagstidning som kom ut i bara knappt 4 månader från 18 augusti 1922 till 1 december 1922. Fullständiga titeln var bara  Bergslagen.

## Redaktion
Redaktionen låg i Lindesberg på Österlånggatan 143 och redaktör  var Viktor J Lindström, med disponenten Gabriel Gregorius Gregor som ansvarig utgivare. Förlaget hette Tidningsföreningen Bergslagen u.p.a som bildades vid sammanträde 26 augusti 1922 enligt tidningen 23 augusti 1922. Organisationsanknytning för föreningen  var Högerpartiets valorgan inför rusdrycksförbudsomröstningen och landstingsmannaval. Den politisk tendens  var moderat "har fört de moderatas officiella talan här i bygderna" skriver tidningen 1 december 1922. Utgivningen var 2 dagar per vecka  tisdagar och fredagar.

## Tryckeri och förlag
Officinen Tryckeri Oriel Blombergs nya aktiebolag i Lindesberg tryckte bara i svart. Tidningens fyra sidor sattes med antikva på satsytan 58 x 37 cm och tidningens pris var 5 kronor.